# Palazzo Massimo alle Colonne
Il Palazzo Massimo alle Colonne è un palazzo rinascimentale di Roma che sorge in corso Vittorio Emanuele II.

## Storia

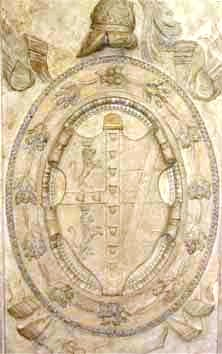
Stemma Massimo nel soffitto del portico del Palazzo

L'edificio rappresenta il capolavoro dell'architetto Baldassarre Peruzzi e fa parte di un complesso edilizio più vasto, l'insula dei Massimo, indicata come sede della famiglia Massimo fin dal Medioevo (Cencio Camerario e atti notarili dal XII sec.). Il palazzo attuale, collegato un tempo con tutti gli altri corpi di fabbrica, si dirama infatti all'interno del blocco di palazzi formanti l'insula. Il palazzo si trova nella Regione IX dell'antica Roma, o Campo Marzio, chiamata successivamente Parione, e già dal XII secolo affacciava sulla Via Sacra o Papale, chiamata in quel tratto Via dé Massimi (il plurale che spesso affiora nei toponimi sta ad indicare la famiglia nella sua globalità), e oggi ripercorsa parzialmente dalla moderna Corso Vittorio Emanuele II.
L'attuale palazzo Massimo fu ricostruito dopo il 1532 su commissione di Pietro Massimo primogenito di Domenico, a seguito della distruzione delle precedenti fabbriche avvenuta durante il Sacco di Roma del 1527 ed insiste sui resti dell'Odeon di Domiziano. È uno dei pochi palazzi di Roma a possedere un portico, questo perché il Papa concesse il permesso alla famiglia Massimo di tenere il loro dopo aver fatto distruggere tutti quelli presenti a Roma negli anni 1400. Il riferimento alle colonne nel nome del palazzo deriva semplicemente dall'esigenza di individuarlo univocamente tra le altre proprietà dei Massimo, cosa del tutto usuale nell'antichità e che ritroviamo in molti altri nomi di immobili, come p.e. sempre nel caso della stessa famiglia, nella Villa Massimo alle Terme Diocleziane (ossia nei pressi delle Terme di Diocleziano) o anche nel Palazzo Massimo detto di Pirro (dalla presenza di una statua monumentale creduta in antichità rappresentare Pirro, Re dell'Epiro (nemico di Roma, sconfitto nel 275 a.C.) e che invece è oggi esposta nei Musei Capitolini come Marte). 

Una delle colonne che si pensa essere appartenuta all'Odeon dell'imperatore Domiziano è stata rieretta nel XX sec. nella retrostante piazza dei Massimi, sulla quale insiste il Palazzo Massimo istoriato, brevemente chiamato "Palazzo istoriato", dalle pitture a monocromo ricoprenti la facciata, dipinte presumibilmente nel 1532 per celebrare le nozze di Angelo Massimo con Antonietta Planca Incoronati.

## Descrizione

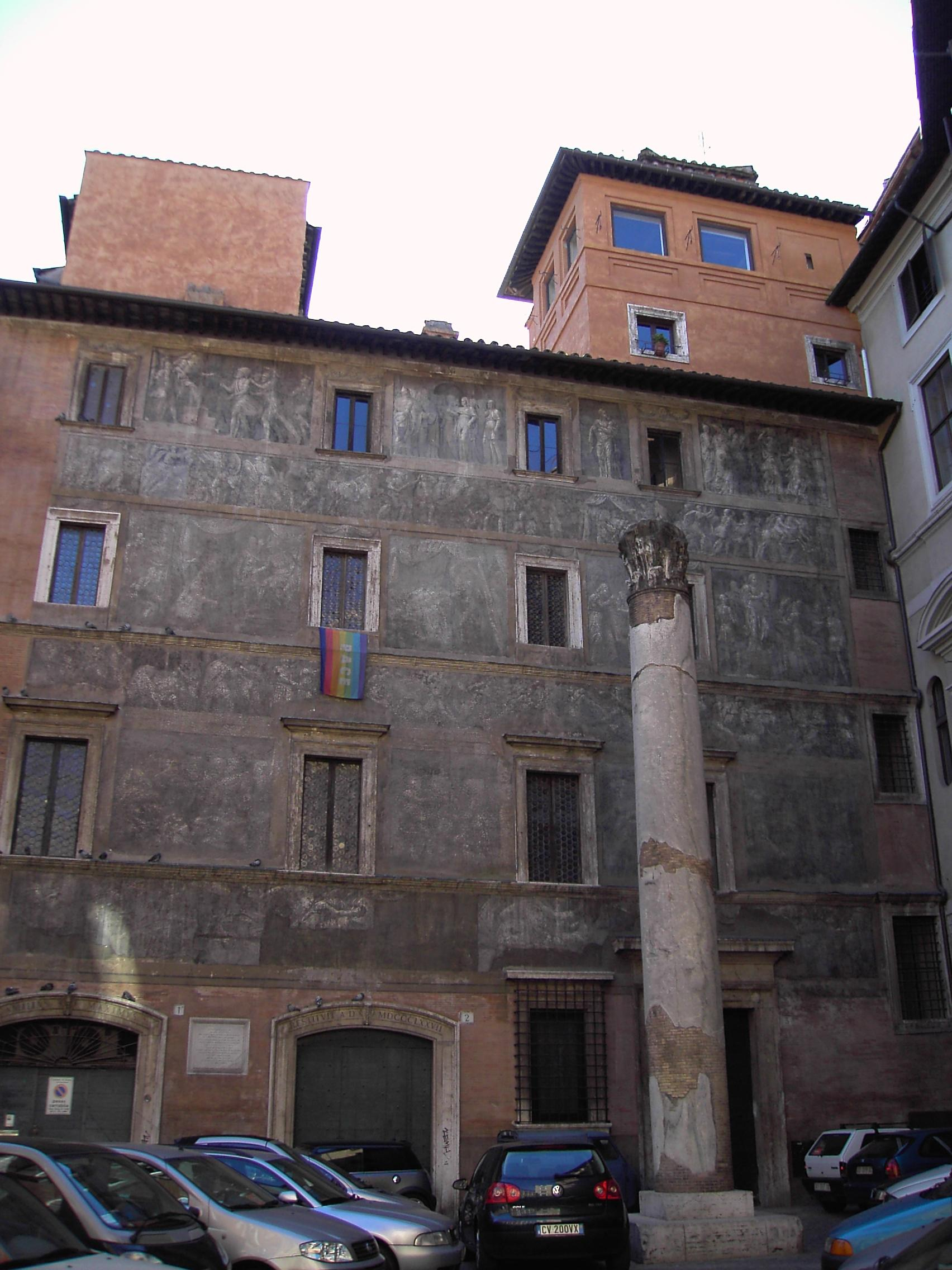
Piazza dei Massimi con l'edificio quattrocentesco conosciuto come "Palazzo Istoriato" e la colonna romana trovata in situ ed eretta nel '900

La facciata del palazzo cinquecentesco è porticata e curvilinea, adattandosi a quella dell'Odeon di Domiziano, un teatro coperto del I secolo, ed è più larga di quanto non sia in realtà il palazzo, contribuendo a renderlo più maestoso e imponente.
Infatti, la struttura si inserisce in un lotto di dimensioni irregolari, così da presentarsi con una pianta ad L, articolata intorno ad un cortile. Inedita è pure la conformazione dei portici del cortile, costituiti da due logge architravate sovrapposte, chiuse alla sommità da un terzo piano aperto da finestre rettangolari larghe quanto il sottostante colonnato. Nella realizzazione della facciata riprende una tecnica adottata dal Bramante in Palazzo Caprini (1508-10 poi successivamente distrutto), che a sua volta lo aveva recuperato da tecniche costruttive antiche, che consiste nella realizzazione del finto bugnato a stucco, o meglio mediante il getto di malta in casseforme  di legno, facendogli assumere la consistenza visiva della pietra bugnata.
Tutte queste soluzioni fanno del Palazzo Massimo una delle più interessanti fabbriche della cultura manierista.
L'interno, non visitabile, è costituito da sontuose stanze e ambienti. Notevole è il soffitto affrescato da Daniele da Volterra e raffigurante la vita di Fabio Massimo, il condottiero romano antenato dei Massimo che vi abitano (cfr. Panvinio sulla genealogia dei Massimo). L'adiacente Palazzo Massimo di Pirro è annesso al Palazzo Massimo e affaccia su Corso Vittorio Emanuele II. Alle spalle dei palazzi si trova il Palazzo Massimo detto "istoriato" dalle "historiae" dipinte a monocromo sulla facciata ad encausto, presumibilmente di Polidoro da Caravaggio o di Daniele da Volterra che risultano le meglio conservate a Roma, secondo l'opinione di molti. Tali pitture attualmente sono in fase di studio.
Nel 2002 è stata restaurata la facciata, visibile in occasione dell'apertura annuale del palazzo.
Il palazzo è aperto ai visitatori ogni 16 marzo, in occasione della commemorazione, nella cappella di famiglia al secondo piano, della miracolosa, breve, resurrezione di Paolo Massimo, riportato in vita nel 1583 per intercessione di Filippo Neri.

## I palazzi dei Massimo al centro di Parione

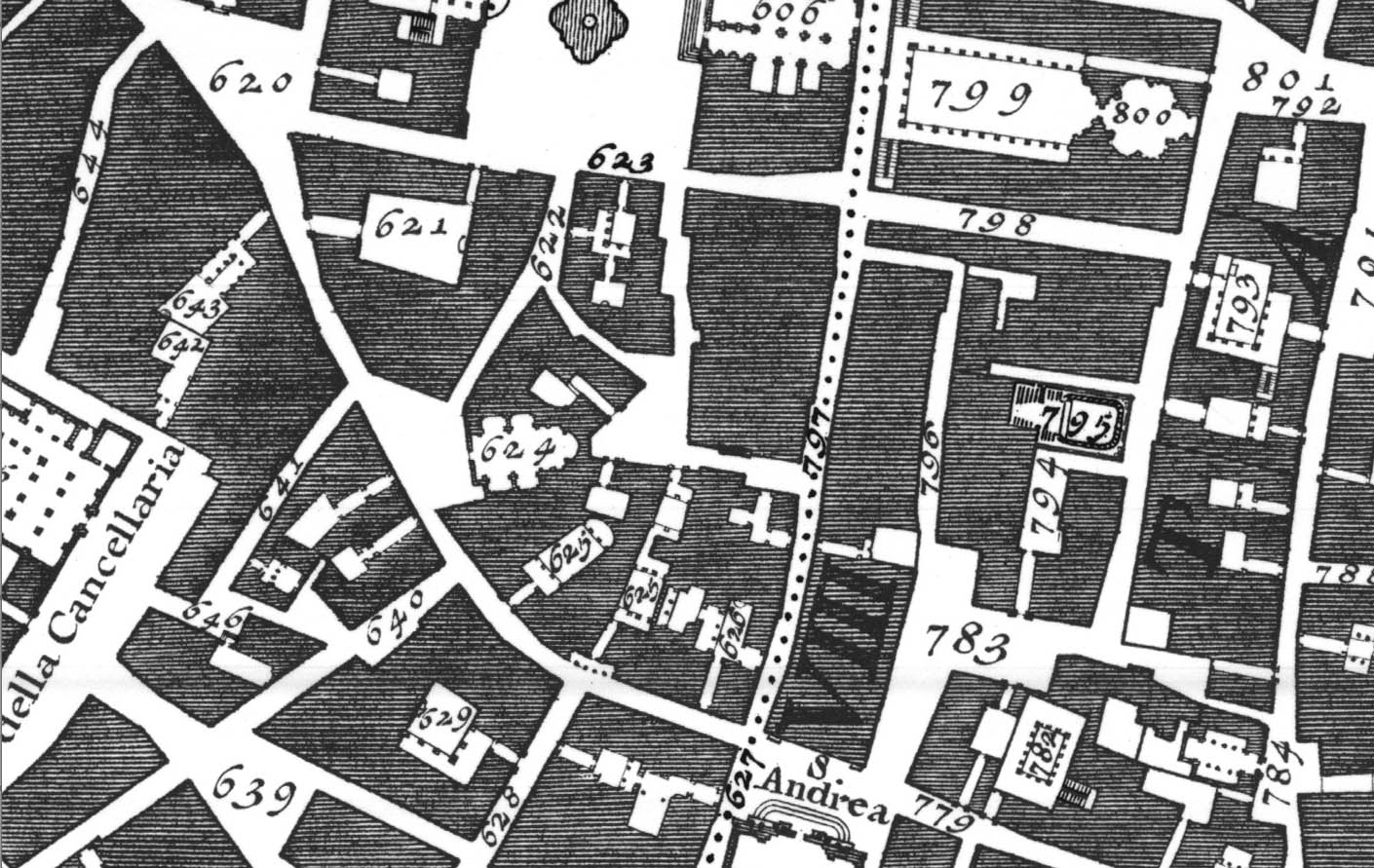
I palazzi Massimo a Parione nella Nuova Topografia di Roma del Nolli (1748)

Il palazzo Massimo alle Colonne insisteva sull'antica Via Papalis e dagli anni 1880-90 su Corso Vittorio, tracciato dopo l'unità d'Italia come strada di scorrimento per collegare piazza Venezia con il Vaticano e i nuovi quartieri oltre Tevere, i Prati di Castello.
Osservando i particolari della mappa qui a fianco si evidenziano le principali emergenze architettoniche circostanti:
- I palazzi Massimo (indicati entrambi con il numero 625, caso rarissimo, se non unico, nella mappa) occupano come s'è visto un isolato di antico insediamento saldamente piantato su murature romane monumentali: allo stesso isolato appartiene uno dei pochissimi edifici medioevali conservati in Roma, quello su vicolo della Cuccagna, tra i palazzi Massimo e piazza Navona, indicato con il numero 622, e confinano con la chiesa di san Pantaleone (a sinistra) con annesse Scuole pie (num. 624) e a destra con il Palazzo della Compagnia dei SS. XII Apostoli (num. 626), parzialmente demolito e ristrutturato per l'apertura di corso Rinascimento.

Nel raggio di 200 metri si trovano (indicati nella mappa):
- al n. 621 il Palazzo Caracciolo di Santobuono già Orsini (ricostruito nel 1790 come Palazzo Braschi);
- al n. 623 il Palazzo De Torres - Lancellotti Massimo[5], facciata su piazza Navona;
- al n. 799 il Palazzo della Sapienza;
- al n. 627 c'era un palazzo Trulli, demolito per fare spazio al tracciato di corso Vittorio;
- al n. 775 la chiesa di Sant'Andrea della Valle;
- al n. 647 il Palazzo della Cancelleria.